# Rui Araújo
Rui Araújo (25 marzo 1910 – 8 gennaio 1998) è stato un calciatore portoghese, di ruolo centrocampista.

## Carriera

### Club
Ha trascorso l'intera carriera nel campionato portoghese.

### Nazionale
Ha collezionato 4 presenze con la maglia della propria Nazionale.